# Mödernearv
Mödernearv, eller endast Möderne, var det gods som tillfallit någon i arv efter moder eller sådan person, med vilken han genom henne räknat släkt. Enligt romersk rätt skulle allt barnens förvärv ingå i faderns förmögenhet. Vid de undantag, som denna regel underkastades, tillades barnen äganderätten till arv efter modern, men fadern förbehölls fortfarande förvaltnings- och nyttjanderätt därtill. Då därefter denna bestämmelse inte blott utsträcktes till att i allmänhet gälla för sådant gods, som erhållits av moder eller mödernefränder (bona materni generis), utan gjordes till regel i fråga om allt, som inte kom från faderns förmögenhet (bona profecticia), användes stundom beträffande hela denna klass av barnagods (bona adventicia) beteckningen mödernearv (bona materna). I överensstämmelse med den germanska rättsuppfattningen har fader i svensk rätt aldrig ansetts ha förfoganderätt över barnens mödernearv annorledes än i egenskap av förmyndare. Därav beror ävenledes det redan i våra äldsta rättsböcker meddelade åläggandet för änkling att vid nytt gifte avskilja arvslotten för sina barn – en skyldighet till föranstaltande av bodelning, som under nämnda omständigheter i övrigt även fanns för änka. Då fader såsom förmyndare hade barnens mödernearv i sin besittning, hade han därtill fullt samma ställning som varje annan förmyndare beträffande sin myndlings omhänderhavda egendom samt var sålunda också skyldig att avlägga stadgad redovisning till såväl kapital som avkastning, så också att, där domstolen så fann nödvändigt, enligt dess beslut ställa särskild säkerhet därför.